# Snatcher (videójáték)
A Snatcher egy cyberpunk grafikus kalandjáték, melyet a Konami fejlesztett és adott ki. Hideo Kojima írta és tervezte, és 1988-ban jelent meg először Japánban a PC-8801 és a MSX2 platformokra. A játék története egy jövőbeli kelet-ázsiai metropoliszban játszódik, ahol felfedezték, hogy a "Snatchers" nevű humanoid robotok embereket ölnek meg, majd helyettesítik őket a társadalomban. A cselekmény középpontjában Gillian Seed áll, egy amnéziás egyén, aki csatlakozik egy Snatcher-ellenes ügynökséghez annak érdekében, hogy felfedje saját múltját. A játékmenet főként egy menüalapú interfészen keresztül zajlik, ahol a játékos kiválaszthatja, hogy vizsgálja-e meg a tárgyakat, kutasson a szobákban, kommunikáljon a karakterekkel, felfedezzen egy félig nyitott világot, és végezzen más műveleteket.
Kojima azt kívánta, hogy a Snatcher atmoszférája filmre emlékeztető legyen, így a sci-fi filmek, mint például a Pengefutó, Az Akira, A Terminátor és a Testrabók inváziója, nagy hatással voltak a helyszínre és a történetre. A PC-s verziók fejlesztése több mint kétszer annyi időt vett igénybe, mint a korabeli átlagos játékok, még azután is, hogy Kojimát arra kérték, hogy csökkentse a kezdeti történet több mint felét. A játék pozitív kritikákat kapott, de az értékesítési mutatók alacsonyak voltak. Kultikus státuszra jutott, és 1990-ben átalakították SD Snatcher címen szerepjátékká az MSX2 platformon. Ezt követte az eredeti kalandjáték CD-ROM technológiát alkalmazó remake-je, amelyet 1992-ben adtak ki a PC Engine Super CD-ROM² rendszerhez.
Annak érdekében, hogy interaktívabb élményt nyújtson a nyugati játékosoknak, a Konami 1994-ben kifejlesztette a Snatcher Sega CD-s változatát, kifejezetten Észak-Amerikára és Európára. Bár kereskedelmi szempontból nem volt sikeres, a Sega CD-s verziója pozitív kritikákat kapott filmre emlékeztető bemutatásáról és kidolgozott témáiról, amelyek akkoriban szokatlanok voltak a játékokban. A Snatchert utólag elismerték minden idők egyik legjobb kaland- és cyberpunk játékaként, és Kojima által később a Metal Gear sorozatban felfedezett témák alapjaként azonosították. A játék jelentős inspirációt nyújtott Goichi Suda számára, aki Kojimával együtt készítette el a rádiódráma előzményét, a Sdatchert. A Snatcher utoljára 1996-ban jelent meg PlayStation és Sega Saturn platformokon. Bár a játék 2020-ban felkerült a PC Engine Mini konzolra, csak japán nyelven játszható. A játék hiánya a modern platformokon meglepte az iparági elemzőket, tekintettel a játék örökségére.

## Játékmenet
A Snatchert grafikus kalandjátékként és vizuális regényként ismerték le. A játékos irányítja Gillian Seedet, ahogy a "Snatchers" nyomába ered és vadászik, ezek a veszélyes humanoid robotok emberi álruhában kóborolnak Neo Kobe Cityben. A játék látványvilága statikus képekből áll, néhány animációval, melyek a képernyő tetején jelennek meg. Nincs point-and-click felület, minden műveletet egy szöveges menü segítségével hajtanak végre, olyan parancsokkal, mint a mozgatás, nézés és vizsgálat. A játék rejtvényei és párbeszédfái egyszerűek, és a lineáris történetmesélésre helyezik a hangsúlyt. Néha karakterpanelek jelennek meg a fő grafikus ablak alatt beszélgetés közben, hogy kifejezzék arckifejezéseiket.
A játék lehetőséget nyújt egy félig nyitott világ felfedezésére. Néhány akciószegmens is található, ahol a játékos lő ellenségekre egy 3x3-as rácsban. A Sega CD-s verzió támogatja a Lethal Enforcers című játékhoz csomagolt Justifier fénypisztolyt ezekhez a szegmensekhez.

## Cselekmény
A Snatcher története a 21. század közepén játszódik, ötven évvel azután, hogy a Lucifer-Alfa néven ismert biológiai fegyver elpusztította a világ nagy részét. A Neo Kobe Cityben, egy kelet-ázsiai mesterséges szigeten elhelyezkedő metropoliszban, nemrégiben fedezték fel a "Snatchers"-nek nevezett humanoid robotokat, akik megölik az embereket, bőrüket álcázásként felhasználva, majd helyettesítik őket a társadalomban. A Neo Kobe-kormány karanténba helyezi a várost a külvilágtól, és létrehozza a JUNKER-t, egy munkacsoportot, amely a Snatchers ellen küzd. A játékos Gillian Seed (Yusaku Yara/Jeff Lupetin) szerepét veszi át, egy amnéziás embert, aki csak azt emlékszik, hogy a múltja, valamint elhidegült felesége, Jamie (Kikuko Inoue/Susan Mele) valamilyen módon kapcsolódik a Snatchers-hez. A reményben, hogy felfedezze múltját, Gillian a JUNKER-hoz csatlakozik és részt vesz a Snatchers vadászatában.
Miután megérkezett a JUNKER főhadiszállására, Gillian Seed találkozik Mika Slaytonnal (Miina Tominaga/Kimberly Harne) és a főnök, Benson Cunninghamnal (Gorō Naya/Ray Van Steen), és átveszi a „Metal Gear Mk. II” nevű robotnavigátort (Mami Koyama/Lucy Childs) a JUNKER mérnökétől, Harry Bensontól (Ryūji Saikachi/Ray Van Steen). A Metal Gear segélyhívást kap Jean-Jack Gibsontól (Isao Inoguchi/Jim Parks), az egyetlen másik JUNKER ügynöktől, így Gillian odautazik a Metal Gearrel, de rájön, hogy pár Snatcher megölte. Megpróbálják üldözni a Snatchereket, de kénytelenek gyors menekülésre, mivel a gyár felrobban. Gillian elkezdi keresni a Jean-Jacket meggyilkoló rablók kilétét, majd miután lánya, Katrina (Miina Tominaga/Lynn Foosaner) segítségével átkutatja a házát, és beszél informátorával, "Napoleonnal" (Gorō Naya/Jim Parks), Gillian azonosít néhány gyanúsítottat. Amikor a rablókra vadászik, majdnem megölik, de Random Hajile (Kaneto Shiozawa/Ray Van Steen), egy Snatcher-fejvadász, megmenti. Random csatlakozik Gillianhez és a Metal Gearhez, amint egy kórházba utaznak, amelyet Jean-Jack gyanúsnak talált a nyomozása során. Megtudják, hogy évek óta elhagyatott, és van egy titkos pince, ahol Snatcher áldozatainak csontvázait találják. Közöttük megtalálják Cunningham főnököt, vagyis a JUNKER főnökét, aki Snatcher. Néhány Snatcher megtámadja a csoportot, de Random eltereli a figyelmüket, hogy Gillian és a Metal Gear elmenekülhessen. Visszatérve a JUNKER főhadiszállására, Gillian röviden beszél Harryvel, mielőtt meghalna, miután a főnök halálosan megsebesítette, majd megöli a főnököt, miután Mikát túszul ejtik. Közvetlenül ezután Gillian felhívja Jamie-t, és elmondja neki, hogy visszanyerte emlékeit, és a „Kremlben” tartják fogva.
Gillian és a Metal Gear egy elhagyatott, Kremlre emlékeztető templomba utaznak, ahol Jamie-t egy tudós, Elijah Modnar (Kaneto Shiozawa/Ray Van Steen) fogva tartja. Ő magyarázza el Gillian múltját. Gillian, Jamie és apja részt vettek egy titkos kísérletben, amelyet a Szovjetunió hajtott végre több mint 50 évvel a hidegháború előtt. Ennek célja a Snatcherek létrehozása volt, amelyek a világ vezetőinek meggyilkolására és leváltására irányultak, hogy nagyobb hatalmat biztosítsanak a szovjeteknek. Gillian a projekt után kémkedő CIA-ügynök lett, Jamie-t feleségül vette, és vele együtt Harry Bensont szülte. Gillian és Jamie kriogén álomba került, amikor Elijah kiengedte a Lucifer-Alfát a légkörbe. A hadsereg mentette meg a párost, de hosszú fagyasztás miatt elvesztették emlékeiket. Amikor a hatalom megtörte őket, Elijah elárulja, hogy az emberiség ostobaságának bizonyítékaként a Snatcherekkel kívánja helyettesíteni és elpusztítani az emberiséget. Ugyancsak elmondja, hogy Random egy anti-Snatcher, amelyet a néhai apja hozott létre Elijah megjelenése és emlékei alapján. Elijah bemutatja Random deaktivált testét, majd Random aktiválódik és sakkban tartja Elijah-t, így Gillian és Jamie elmenekülhetnek. A Metal Gear aktivál egy orbitális fegyvert, amely elpusztítja a Snatcher bázist, megölve Elijah-t és Randomot. Gillian, miután értesült egy nagyobb moszkvai Snatcher-gyárról, készül küldetésre indulni oda, abban a reményben, hogy megszünteti a fenyegetést és újraéleszti házasságát Jamie-vel.

## Fejlesztés és kiadás

### PC-8801 és MSX2
A Snatchert Hideo Kojima alkotta meg, aki a Konami cégnél dolgozik. A Blade Runner (1982) és más filmsikerek nagy hatással voltak rá, így kifejlesztett egy hasonló stílusú játékot. A játékot "cyberpunk kalandként" adták ki. Kojima nehezen tudta elmagyarázni a „cyberpunk” jelentését a Konami védjegyosztályának telefonon keresztül. A játék eredeti címe Junker volt, de a név túlságosan hasonlított egy meglévő mahjong játékra. Az Új Rend cím is felmerült. Kojimának nem tetszett a végső név, mert az előző játékát, a Metal Gear-t (1987), szintén egy ellenségről nevezték el a játékban.
A fejlesztés Kojima és Tomiharu Kinoshita karaktertervező között kezdődött, akik mindketten úgy kezelték a projektet, mint egy filmet vagy anime-t, nem pusztán egy játékot. Kibővítették csapatukat a Konaminál, ami körülbelül feleakkora, mint egy tipikus Famicom-játékcsapat, ez lehetővé tette számukra a szoros és gyors együttműködést. A játékban számos tudományos-fantasztikus kulturális utalás található, amelyek megkerülik a szerzői jogi törvényeket. Kojima elmondta Kinoshitának, hogy a karaktereket hasonlítsa Katsuhiro Otomo Akira című mangájában (1982-1990) szereplő karakterekhez. A csapat sosem törekedett arra, hogy a játék kiforrott hangulatú legyen, de természetesen ebbe az irányba haladtak. A játékban, a negyedik falat törve, Kojima egy titkos üzenetet és hő hatására aktiválódó illatot akart belecsempészni a hajlékonylemezekbe, amelyek a lemezmeghajtó melegítése után érezhetőek lettek volna, de a Konami nem támogatta ezt az ötletet.
A Snatcher eredeti verziójának fejlesztése körülbelül 18 hónapig tartott. Kezdetben Kojima öt felvonásra tervezte a történetet, de memóriahiány miatt kénytelen volt csökkenteni őket kettőre, így a sztori egy cliffhanger-ben ért véget. A harmadik-ötödik felvonást és egy további folytatást tervezett, de az első rész elhúzódó fejlesztése miatt ezeket törölték. A fejlesztés körülbelül kétszer-háromszor tovább tartott, mint az átlagos játék. A memóriakorlátokból eredő nehézségek miatt a személyzetnek szünetet kellett tartania a fejlesztés során, ekkor Kojima elkezdte felfedezni a későbbi Policenauts (1994) játék koncepcióit.
Eredetileg a Snatcher egy PC-8801 exkluzív játék volt, de a Konami kérésére az MSX2 platformra is fejlesztették. A PC-8801-es verzió támogatja az FM és sztereó hangokat a Sound Board II kiegészítő kártyán keresztül, míg az MSX2 verzióhoz egy speciális kazetta járt, amely a platform alapértelmezett képességein és extra RAM-on túlmenően kibővített hangzást nyújtott, különféle zeneszám-elrendezésekkel. A bővítő kazetta miatt az MSX2 verzió ára magasabb volt a PC-8801-es verzióhoz képest, ami ellentétben állt a platform általában alacsonyabb kiskereskedelmi játékára jellemző árakkal. A zene és hangmennyiség ebben az időszakban magasabb volt, mint más játékokban, és nagyobb hangcsapatot igényelt. Mivel egyik platform sem volt képes pontos beszéd szintetizálására, hangeffektusokat használtak a karakterpárbeszéd megjelenítésére.
A Snatcher először megjelent a PC-8801 számára 1988. november 26-án, míg az MSX2 verziója december 13-án látott napvilágot.

### PC motor
A játékosok röviddel a megjelenés után igényelték a játék otthoni konzolos verzióját. Mivel a játék mérete nagy volt, és több hajlékonylemezt igényelt, csak a CD-ROM rendszereket tekintették megfelelőnek a ROM-kazettákat futtató rendszerekkel szemben. A konzolport elkészítéséhez a PC Engine Super CD-ROM² rendszert választották, amelyen elérhető volt a Snatcher CD-ROMantic néven. Ez volt az első alkalom, hogy a Konami a CD-technológiát alkalmazta.
A csapat egy harmadik felvonást is hozzáadott ehhez a verzióhoz, amely az 1990-es SD Snatcher RPG-adaptációban szereplő kibővített történet alapján történt, amiért belsőleg kritizálták őket, mivel mások úgy gondolták, hogy a játék már elég hosszú. A CD technológia segítségével rögzített beszédet és kiváló minőségű háttérzenét adhattak hozzá. Satoshi Yoshioka művész készítette a grafikát ehhez a verzióhoz. Kojima azt akarta, hogy a látvány a lehető legmoziszerűbben jelenjen meg, ezért Yoshioka a Blade Runner, a The Terminator (1984) és az Alien (1979) filmekből merített ihletet a hollywoodi stílusú speciális effektusok megismétléséhez. A Konami egyedi rajzalkalmazását használta a karaktergrafikák elkészítéséhez, beleértve a beszélgetések közbeni arckifejezéseket is. Úgy találta, hogy Gillian kifejezéseit a legnehezebb megeleveníteni az alakítása bonyolultsága miatt.
A Pilot Disk nevű próbaverzió 1992. augusztus 7-én jelent meg. Lefedi az első felvonás elejét, és tartalmaz olyan kiegészítő tartalmakat is, mint a karakterek bemutatása, előzetes előzetes és kiválasztott zeneszámok. A teljes verziót 1992. október 23-án adták ki, és állítólag jól elkelt a PC Engine játékpiacán.

### PlayStation és Sega Saturn
A Snatcher 1996-ban ismét megjelent Japánban, ezúttal 32-bites játékkonzolokra. A PlayStation verzió január 26-án jelent meg, majd a Sega Saturn változat március 29-én. A Kojima nem vett részt közvetlenül ezeknek a verzióknak a fejlesztésében, a Konami Computer Entertainment Tokyo kezelte a projektet, hasonlóan a Sega CD-s változathoz. A zene és a látvány teljesen átdolgozásra került mindkét porton, és néhány zeneszám teljesen lecserélődött. A kicsit később megjelenő Saturn verzió néhány további grafikai finomítást tartalmaz a PlayStation verzióhoz képest. A hangsáv teljes egészében a PC Engine verzióból származik, újonnan rögzített anyag nélkül. Ennek eredményeként hiányoznak a Sega CD-verzióból származó jelenetek a 32-bites verziókból. Ehelyett a prológ képregényt CGI-animációként egy előre renderelt videó intróban újra létrehozták. Bár Mika és Katrina még mindig feltűnnek a befejezésben, ahol Gillian elviszi Jamie-t, a két karakter teljesen hallgat a jelenet alatt.

## Fogadtatás
A PC-8801 és az MSX2 verziók Japánban pozitív értékelést kaptak, és kultikussá váltak, bár kereskedelmi szempontból nem voltak sikeresek. A PC Engine verzió is népszerű lett Japánban, részben a véressége miatt. A Famicom Tsushin 33-ból 40 pontot adott neki, elismerve filmes minőségét. A játék még két évvel a megjelenés után is szerepelt a „Reader's Best 20” listán. A Sega Saturn Magazine a Sega Saturn verziót a PC Engine verzió hűséges portjának találta.

### Sega CD
| Szerző                              | Értékelés |
| ----------------------------------- | --------- |
| CVG                                 | 90%       |
| Game Informer                       | 8.5/10    |
| GameFan                             | 280/300   |
| GamePro                             | 16.5/20   |
| Mean Machines Sega                  | 85%       |
| Next Generation                     | 3/5       |
| Superjuegos                         | 94%       |
| VideoGames & Computer Entertainment | 6/10      |

Amikor a Snatcher megérkezett Nyugatra a Sega CD-n, elismerést kapott a történetéért, a filmes bemutatásáért és a kidolgozott témáiért. A játék filmes jellegű volt és érettebb történetet mesélt el, mint amit a játékosok akkoriban megszoktak. A Mean Machines Sega úgy érezte, hogy a Snatcher sokkal gazdagabb tartalommal rendelkezik, mint a többi kalandjáték, és "a videojátékok egyik leginkább kidolgozott storyboardjának és háttérének" nevezte. Bár a játék írását általában dicsérték, a VideoGames és a Game Players úgy érezte, hogy a játék fiatalos és könnyed humora néha ellentmond az egyébként komoly hangvételnek. A VideoGames azt is megjegyezte, hogy a japán verzió néhány "szenvedélyesen cuki" elemet tartalmaz. A GameFan egyik értékelője "az egyik leghosszabb, legmeghatóbb játéknak" nevezte, amit hosszú idő óta játszott. Ezt írta: "Soha még nem játszottam – nem tapasztaltam – ilyen megindító, drámai, véres, MA-17-es, felnőtt játékot." A magazin elismerte a Konamit, hogy megtartotta a felnőtteknek szánt tartalom nagy részét. A Games World magazin értékelői a játékot "megragadónak" és "lenyűgözőnek" találták a történet miatt. A Computer and Video Games szerint ez "az egyik leglenyűgözőbb szerepjáték" egy "lebilincselő" történettel, amely okos, "jól összerakott, hangulatos és néha igazán vicces", miközben kedvezően hasonlította össze az 1980-as évek sci-fi filmjeivel és Quentinnel. Tarantino Pulp Fiction (1994).
A Mean Machines Sega szerint a Snatcher előadását a CD-ROM technológia fokozta, amely lehetővé tette a digitalizált hangok és kiváló minőségű grafika támogatását. Néhány kritikus elismerést adott az angol szinkronszínészetnek és az írásnak, bár a Next Generation szerint a Konami még jobb színészeket is alkalmazhatott volna. Dave Perry, a Games World munkatársa úgy vélekedett, hogy "a japán animé grafika éles játékbeszéddel párosulva életre kelt egy RPG-kalandot, amelynek élei is vannak." Több más magazin is pozitívan értékelte a grafikát, bár a Computer and Video Games "keltezett", a VideoGames pedig "általános" grafikát kritizált. A GamePro tetszett a japán anime stílusú grafikának, és úgy érezte, hogy az írás kombinálva vonzza a játékosokat a történetbe. Ugyanakkor a recenzens kritizálta a zenét, és a "régimódi cyberpunk kaland" jelzővel illette, míg a Mean Machines Sega pozitívan hasonlította össze a John Carpenter-stílusú mellékes témákkal.
A kritikusok időnként úgy érezték, hogy a játék lassú tempóval halad, de megjutalmazta a türelmes játékosokat. A GamePro szerint "türelem, kitartás és elkötelezettség" hozta meg a jutalmat. A VideoGames úgy érezte, hogy a történet "nem kifejezetten lenyűgöző", de elég érdekes ahhoz, hogy a játékosokat magával ragadja. Dave Perry, a Games World munkatársa azt mondta, hogy az interakció "sokrétű, és elegendő lehetőség van arra, hogy ne legyen túlságosan lineáris". Az Ultimate Future Games viszont túlságosan lineárisnak találta a játékot, és kifogásolta, hogy túlságosan a választási lehetőség látszatára épül, miközben a történet csak a feladatok meghatározott sorrendben való elvégzésével folytatódik. A Mean Machines Sega úgy érezte, hogy a rejtvények kihívást jelentenek, és a játék jóval hosszabb és tartalmasabb, mint a Rise of the Dragon (1990), egy másik cyberpunk kalandjáték. A számítógépes és videojátékok részéről csalódást okozó fegyveres szekciókat gyengének találták.

### Visszatekintő
A Snatcher-t minden idők egyik legjobb kalandjátékának és legjobb cyberpunk játékának nevezték. 1997-ben az Electronic Gaming Monthly a Sega CD verzióját minden idők 69. legjobb konzolos videojátékának minősítette kizárólag a játék sztoritartalma alapján, megjegyezve, hogy "nem sokan játszottak vele, de szinte mindenki ismeri a szörnyű történetét." A játék továbbra is elismerést kapott története és bemutatása miatt. A Waypoint azt írta, hogy narratívája és látványvilága megállja a helyét, ellentétben a legtöbb Sega CD és cyberpunk kalandjátékkal. Kotaku "sci-fi bőségszarunak" nevezte, és tetszett, ahogy a játék az emberi létezés és az embereket felváltó gépektől való félelem témaköreit kutatja. Úgy érezte, hogy a játékra nagy hatással voltak a sci-fi filmek, köztük a Blade Runner, a The Terminator, az Akira és az Invasion of the Body Snatchers (1956). Más publikációk is átvették ezeket az inspirációkat, különösen a Blade Runner-től. A Retro Gamer ironikusnak érezte, hogy a játék filmszerűbb, mint a teljes mozgású videót használó játékok. A Destructoid élvezte a cselekményt, de panaszkodott a felületre. Az AllGame azt írta, hogy a szöveges menüvezérelt játékok, például a Snatcher unalmassá válhatnak, de úgy érezte, hogy a történet és a grafika miatt a Snatcher megéri az idejét.

## Örökség

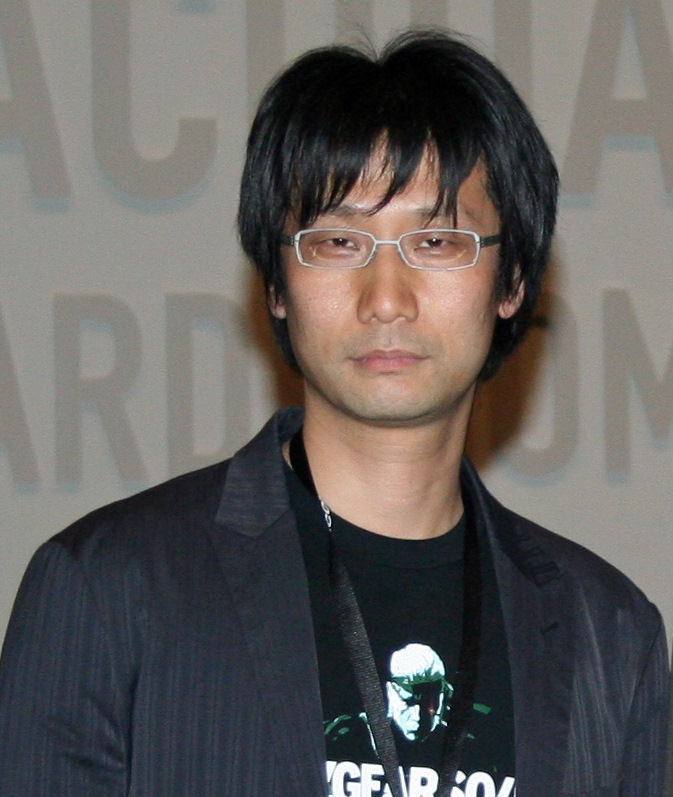
Hideo Kojima 2007-ben

A kritikusok Kojima Snatcher című játékát gyakran említették Kojima későbbi munkáinak előfutáraként. Az 1UP.com szerint a játék megmutatta Kojima film iránti szeretetét, és "inkább agyi ügy volt, mint más erőfeszítései, de találékonysága és a részletekre való odafigyelése különösen figyelemre méltóvá tette ezt a játékot". A Game Informer azt írta, hogy a Snatcher előrevetítette Kojima sci-fi alkotásainak jellegzetességeit, amelyek a filozófia, a szexualitás és az emberi állapot felfedezésére irányulnak, mint például a Metal Gear Solidban. A Snatcher továbbra is Kojima egyik leghíresebb játéka, de gyakran háttérbe szorul a Metal Gear Solid sorozatban.
A játék kultikus követőkre tett szert. Hatással volt más sci-fi alkotásokra, beleértve a Project Itoh Genocidal Organ című regényt és a 2015-ös 2064: Read Only Memories kalandjátékot. Kojima érdeklődését fejezte ki a Snatcher valamilyen formában történő újraélesztése iránt, és elmondta, hogy nincs ideje saját maga dolgozni a projekten, de örömmel látna egy másik rendezőt a vezetésére. Kijelentette, hogy az ilyen projekt soha nem lenne megvalósítható üzleti szempontból, és 2011-ben azt mondta, hogy a folytatáshoz több mint félmillió példányt kellene eladni, hogy pénzügyileg értelmes legyen. Kojima 2015-ben távozott a Konamitól, és a játék továbbra is a cég tulajdonában marad, amely nem mutatott érdeklődést sem az új kiadás, sem a folytatás iránt.
A játék hiánya a modern platformokon meglepte a kritikusokat. Néhányan azt gondolták, hogy jól szerepelne a Nintendo DS-en vagy 3DS-en, követve olyan sikeres grafikus kalandjátékok példáját, mint a Hotel Dusk és a Phoenix Wright. A Sega CD-s verzió továbbra is az egyetlen elérhető változat a nyugati területeken. A kereslet miatt emelkedtek az árak a másodlagos piacon, ezért az emuláció vált az elérhetőbb lehetőséggé a legtöbb játékos számára. A japán példányok jóval olcsóbbak, de a játék szövegalapú jellege megnehezíti a nem japán olvasók számára a játék élvezetét. A PC Engine verzió szerepel a TurboGrafx-16 Miniben, de csak az eredeti japán változatban. A rajongók különböző kísérleteket folytattak a játék más rendszerekre való portolásával. Egy példa erre egy 2015-ös demó volt a Virtual Boy platformra, amely sztereoszkópikus 3D effektusokkal és PCM zenével volt ellátva. Egy másik rajongó kísérletezett azzal, hogy átdolgozta a filmzenét és javította a látványt a Dreamcastre.
A Snatcher volt az első fordítási projektje Jeremy Blausteinnek, aki később a Kojima Metal Gear Solid című művét (1998) fordította. Blaustein 2014-ben közösségi finanszírozási kampányt indított a Blackmore nevű steampunk kalandjátékért a Kickstarteren. A játékot Blausteinnek kellett volna irányítania, a korábbi Snatcher-stáb pedig a csapat többi tagját alkotta. Sajnálatos módon, nem sikerült elérnie a finanszírozási célját.

### SD Snatcher
A Snatchert egy átalakított verziója készült az MSX2-re, amit SD Snatcher néven adtak ki 1990-ben. Az „SD” a japán média „szuper deformált” kifejezését jelenti, amely egy másik stílust takar, amikor a karaktereket chibi formában tervezik meg. A játék felülnézetből nézve jeleníti meg a környezetet, ahol a játékos irányítja Gilliant. Ha ellenséggel találkozik a pályán, akkor a játék első személyű harci módba vált. A játékosnak le kell lőnie az ellenséget különböző fegyverekkel. Az ellenség különböző részeire lehet célozni, és a különböző fegyverek különböző képességekkel és hatótávolsággal rendelkeznek. Az SD Snatcher, hasonlóan a Snatcher MSX2-es verziójához, három floppy lemezből állt, játékadatokkal és egy SCC chippel ellátott hangkazettából.
Az SD Snatchert a Konami azért fejlesztette ki, mert a cég egy szokatlan futurisztikus környezetben játszódó RPG-t kívánt létrehozni, és úgy döntött, hogy a Snatcher történetét és környezetét alkalmazza erre a játékra. Míg a Snatcher eredeti verziói, amelyeket 1988-ban kiadtak, a tervezett folytatás lemondása miatt nem határozták meg a történet végét, az SD Snatcher egy további szegmenst ad hozzá, amely a történetet ott folytatja, ahol az előző verzió abbahagyta (ez a hozzáadott rész szolgált alapul az eredeti Snatcher későbbi konzolportjaihoz hozzáadott harmadik felvonáshoz). Kezdetben Hideo Kojima nem vett részt az SD Snatcher fejlesztésében, mivel akkoriban a Metal Gear 2: Solid Snake fejlesztésével volt elfoglalva, de a fejlesztés késői szakaszában bevonták őt és csapatát, hogy segítsenek a zökkenőmentes befejezésben, így folytathatja a Solid Snake fejlesztését. A holland székhelyű Oasis csoport fordította le 1993-ban, így ez az egyik legkorábbi dokumentált rajongói fordítás.

### Sdatcher
Az epizódos rádiódráma előzménye, a Sdatcher, 2011-ben jelent meg Kojima és Goichi Suda játéktervező együttműködésével. Suda Snatchernek, valamint Yu Suzuki munkáinak tulajdonította, hogy felkeltették érdeklődését a videojátékok iránt. Megkérdezte Kojimát, szeretne-e közösen új játékot készíteni, és a projekt egy rádiódrámához vezetett. 2007-ben jelentették be. A forgatókönyvet Suda írta, a zenét pedig Akira Yamaoka szerezte, aki a Grasshopper Manufacture stúdiójában dolgozott Sudának, és a Silent Hill sorozaton dolgozott. Az eredeti Snatcher művész, Satoshi Yoshioka, promóciós illusztrációkat készített. Az első felvonás 2011 szeptemberében jelent meg, az év novemberéig minden második héten új felvonásokkal. Ingyenesen terjesztették, majd később CD-n adták el. Később a rajongók lefordították.

## Fordítás
Ez a szócikk részben vagy egészben  a   Snatcher (video game) című angol Wikipédia-szócikk ezen változatának fordításán alapul.  Az eredeti cikk szerkesztőit annak laptörténete sorolja fel. Ez a jelzés csupán a megfogalmazás eredetét és a szerzői jogokat jelzi, nem szolgál a cikkben szereplő információk forrásmegjelöléseként.